# Folkston
Folkston is een plaats (city) in de Amerikaanse staat Georgia, en valt bestuurlijk gezien onder Charlton County.
Vanuit Folkston kan het Okefenokee National Wildlife Refuge bezocht worden.

## Demografie
Bij de volkstelling in 2000 werd het aantal inwoners vastgesteld op 2178.
In 2006 is het aantal inwoners door het United States Census Bureau geschat op 3247, een stijging van 1069 (49,1%).

## Geografie
Volgens het United States Census Bureau beslaat de plaats een oppervlakte van
9,3 km², geheel bestaande uit land. Folkston ligt op ongeveer 29m boven zeeniveau.

## Plaatsen in de nabije omgeving
De onderstaande figuur toont nabijgelegen plaatsen in een straal van 36 km rond Folkston.